# ポリュクトゥス
マラティアの聖ポリュクトゥス（Sancta Polyeuctus (Polyeuctes, Polyeuktos)、? - 259年1月10日）は、古代ローマ時代、アルメニアで致命（殉教）したキリスト教の聖人。正教会・カトリック教会で崇敬される。ポリュクトとも。コルネイユがこの聖人に着想を得て悲劇を書き、グノーはオペラを作曲し、デュカスは序曲を作曲している。

## 生涯についての伝承
キリスト教の伝承によれば、富裕層に属するローマ帝国軍の士官であり、ウァレリアヌス帝治下、アルメニアのマラティア（現トルコ領）で致命（殉教）したと伝えられている。
シメオン・メタフラストによれば、友人の聖ネアルクスの情熱に動かされて公然とキリスト教徒になったという。「情熱に燃え、聖ポリュクトゥスは広場に行き、偶像礼拝を命じる勅令を破り捨てた。そして偶像を地面に叩きつけて粉々にし踏みにじった。」
彼は妻と子ども達と義父フェリクスの涙と制止を無視し、権力によって弾圧を受け、斬首された。

## 後世の崇敬
彼はマラティアに葬られ、彼のためには教会が建てられた。キリスト教の伝承は、大エウシミオスの両親が、息子のためにマラティアの聖ポリュクトゥス聖堂で祈ったと伝えている。
524年から527年にかけて、ポリュクトゥスに捧げられた大きな聖堂が、アニキア・ユリアナ（Anicia Juliana）によってコンスタンティノポリスに建てられた。1960年代の発掘調査で、ユスティニアヌス1世の即位時には、この教会がコンスタンティノポリスで最大のものであり、オリエントの多くの装飾と同様、金メッキされたクジャクのレリーフといった莫大な富を示す派手な装飾によって特徴付けられる教会であった事が明らかになった。
カトリック教会では2月13日が記念日である。正教会では1月9日が記憶日である。古いアルメニアの暦では1月7日が記念日であった。ポリュクトゥスは誓約と協定の守護聖人である。

## 関連文化
- ピエール・コルネイユは、ポリュクトゥスの殉教物語に触発されて、自身の悲劇『ポリュクト』（1642年）にこの聖人伝の要素を取り入れた。
- グノーは1878年にオペラを作曲している。
- ポール・デュカスは序曲『ポリュークト』を作曲し、1892年1月に初演された。